# Eugène Flachat
Pour les articles homonymes, voir Flachat.
Eugène Flachat (1802-1873) est un ingénieur français. Il a collaboré aux études d'une des premières lignes de chemin de fer françaises, Paris - Le Pecq inaugurée le 28 août 1837, puis à celle de Paris à Versailles RD (1840-1842).

## Biographie
Christophe-Eugène Flachat né le 16 avril 1802 (26 germinal an X) à Paris est le fils de Christophe Flachat (Lyon, 1759 - Saint-Chamond, 1843) et petit-fils de l'industriel Jean-Claude Flachat (marié à Marie Vitet), créateur en 1756 de la manufacture royale de teinture à Saint-Chamond (le privilège royal porte sur l'arçonnage, la filature et la teinture du coton).
Il fait ses études à Paris au lycée Bonaparte (aujourd'hui lycée Condorcet).
Il participe entre 1825 et 1832 aux études de son frère Stéphane pour la réalisation d'un canal de Paris à la mer.
Avec son frère Adolphe (1801-1877) et son demi-frère, Stéphane Mony (1800-1884), il fonde en 1828 une société pour le forage de puits artésien.
Il voyage en Angleterre et fréquente les Stephenson (George et Robert), ainsi que les Brunel (Marc Isambert et son fils Isambard) à l'occasion des travaux de percement du tunnel sous la Tamise.
Eugène Flachat fonde en 1833 un cabinet d'ingénieur civil pour tous travaux industriels, et notamment les chemins de fer.

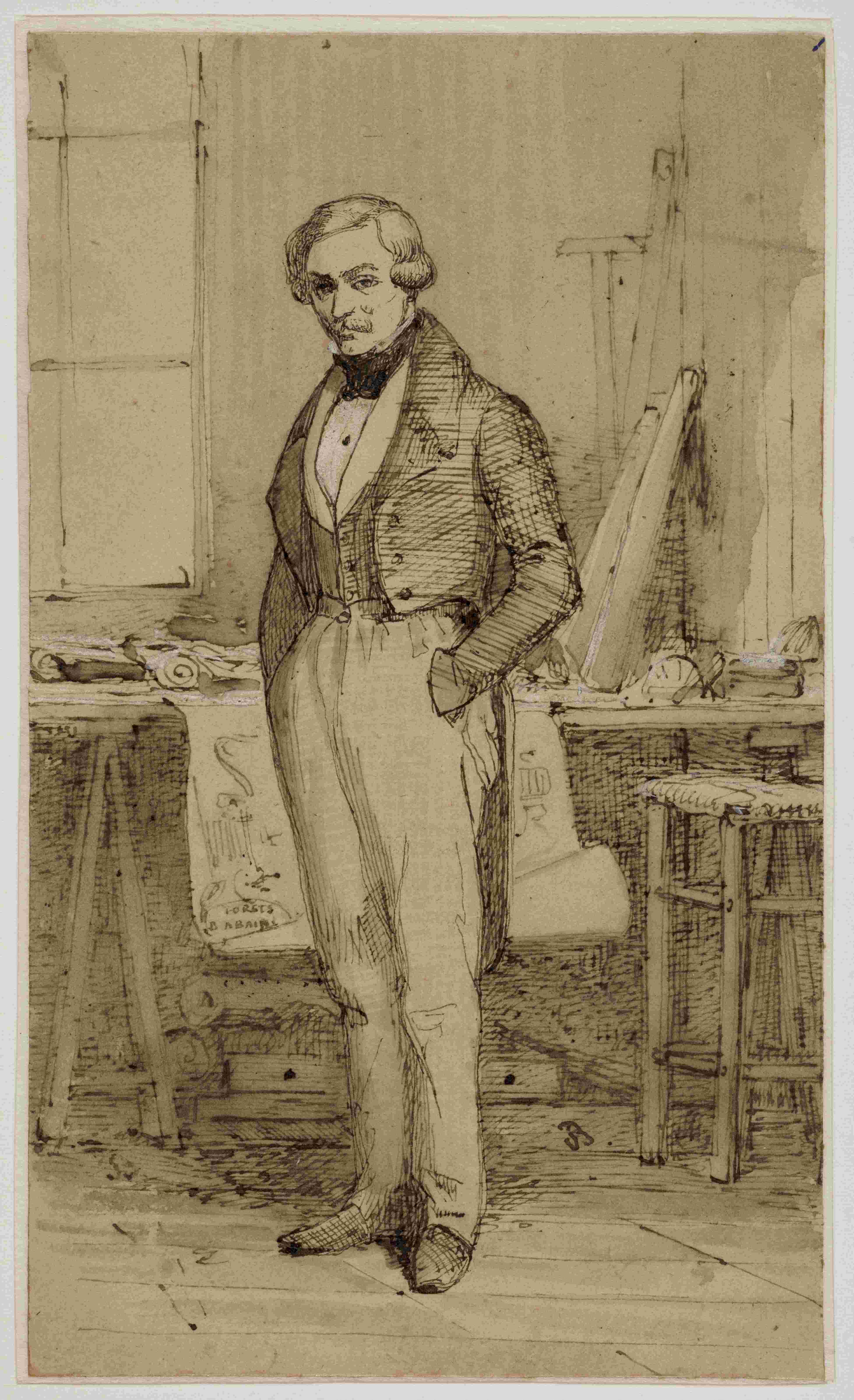
Ignace-François Bonhommé, Abainville - Portrait de l'ingénieur Eugène Flachat, 1837, plume, lavis et rehauts de gouache blanche, collection du Féru des Sciences.

En 1834, il est sollicité par le maître de forge Edouard Muel-Doublat afin de perfectionner le rendement des forges d'Abainville. Il fait la connaissance du peintre et lithographe Ignace-François Bonhommé, avec qui il partage des idées saint-simoniennes et devient le propriétaire du tableau Tôlerie des forges d'Abainville, dans lequel il se fait représenter. L'artiste réalise également un dessin montrant Eugène Flachat en train de poser devant le plan des forges d'Abainville.
Aux côtés des ingénieurs Gabriel Lamé, Émile Clapeyron et de son demi-frère Stéphane Mony, il est étroitement associé à l'aventure ferroviaire des frères Émile et Isaac Pereire pour la construction du chemin de fer de Paris à Saint-Germain (limité au Pecq dans un premier temps), inauguré en 1837. Il devint l'ingénieur en chef de la Compagnie du chemin de fer de Paris à Saint-Germain.
En 1836, il construit la première gare (embarcadère) parisienne avec l'aide de son demi-frère Stéphane Mony, tête de ligne du chemin de fer de Paris à Saint-Germain. Ce premier embarcadère est remplacé par une gare plus vaste, la gare Saint-Lazare pour accueillir les voies du chemin de fer de Paris à Rouen, qu'il agrandit, en 1851, d'une halle, dont la charpente de quarante mètres de portée stupéfie ses contemporains. Alors record mondial de portée, la halle Flachat applique le même principe que celles de l'ingénieur Camille Polonceau, mais en utilisant une tôle renforcée de cornières mise au point par l'industrie depuis 1845. Cette gare est à son tour en partie reconstruite de 1885 à 1889  pour donner naissance à l'actuelle gare Saint-Lazare, réalisée avec l'architecte Alfred Armand.
De 1836 à 1840 il est directeur de la rédaction du Journal de l'industriel et du capitaliste.
Vers 1841, mandaté par le Compagnie des Quatre Canaux, il critique très sévèrement les choix techniques de l'ingénieur Joseph-Michel Dutens au sujet du canal de Berry.
De 1848 à 1852, E. Flachat construit avec l'architecte Victor Lenoir (1805-1863) la seconde gare de l'Ouest - Rive gauche, nom initial de la gare de Paris-Montparnasse.
Durant la Révolution française de 1848, le 25 février, alors qu'il est ingénieur en chef, il a une attitude courageuse aux côtés de Pierre Durand, futur maire d'Asnières-sur-Seine, face aux émeutiers qui se proposaient d'incendier le tablier en bois du pont ferroviaire d'Asnières.
À la suite de la fusion de plusieurs compagnies ferroviaires, il devient l'ingénieur principal, puis l'ingénieur conseil de la Compagnie des chemins de fer de l'Ouest.
Toujours associé aux réalisations des frères Pereire, il est ingénieur conseil des chemins de fer du nord de l'Espagne.
Il rédige des ouvrages techniques (voir infra paragraphe « publications »).
Eugène Flachat dessine pour les premières lignes de chemin de fer des docks, des entrepôts, et vulgarise en France les idées de George Stephenson sur les locomotives.
Auteur également d'installations portuaires, du projet de percement d'un tunnel sous les Alpes, Flachat dépose en 1849 un projet pour les halles de Paris, grandiose architecture métallique avec des portées de quatre-vingts mètres.
En 1855, avec Édouard Brame, il propose pour Paris la construction d'un métro pour alimenter les halles de Paris depuis la Gare de Paris-Est[réf. nécessaire].
Eugène Flachat participe à la création, en 1848, de La Société centrale des ingénieurs civils, dont il fut le premier président.
Il figure également parmi les 137 premiers actionnaires de l'École centrale d'architecture (Paris) aux côtés de Ferdinand de Lesseps, Émile Pereire, Dupont de l'Eure, Anatole de Baudot, Eugène Viollet-le-Duc, Jean-Baptiste André Godin et Émile Muller.
Il est fait officier de la Légion d'Honneur en 1858.
Pendant le siège de Paris en 1870-1871, il contracte la maladie qui va l'emporter.
D'une union avec Eugénie-Cécile Pigeard, Eugène a un fils : Jules Pigeard (1829-1890), reconnu par Eugène en 1832.
De son mariage, en 1833, avec Sophie-Louise Jallabert (née en 1817), Eugène a deux enfants : Sophie-Laure née en 1838 et mariée en 1858 avec Marie-Jean-Paul Demouy, et Eugène-Stéphane (1845-1925).
En 1849, il a une fille Camille Angèle, avec Laure Moreau. Avec son frère Stéphane Mony, ils seront témoins au mariage de celle-ci en 1870 avec Paul Vigneau.

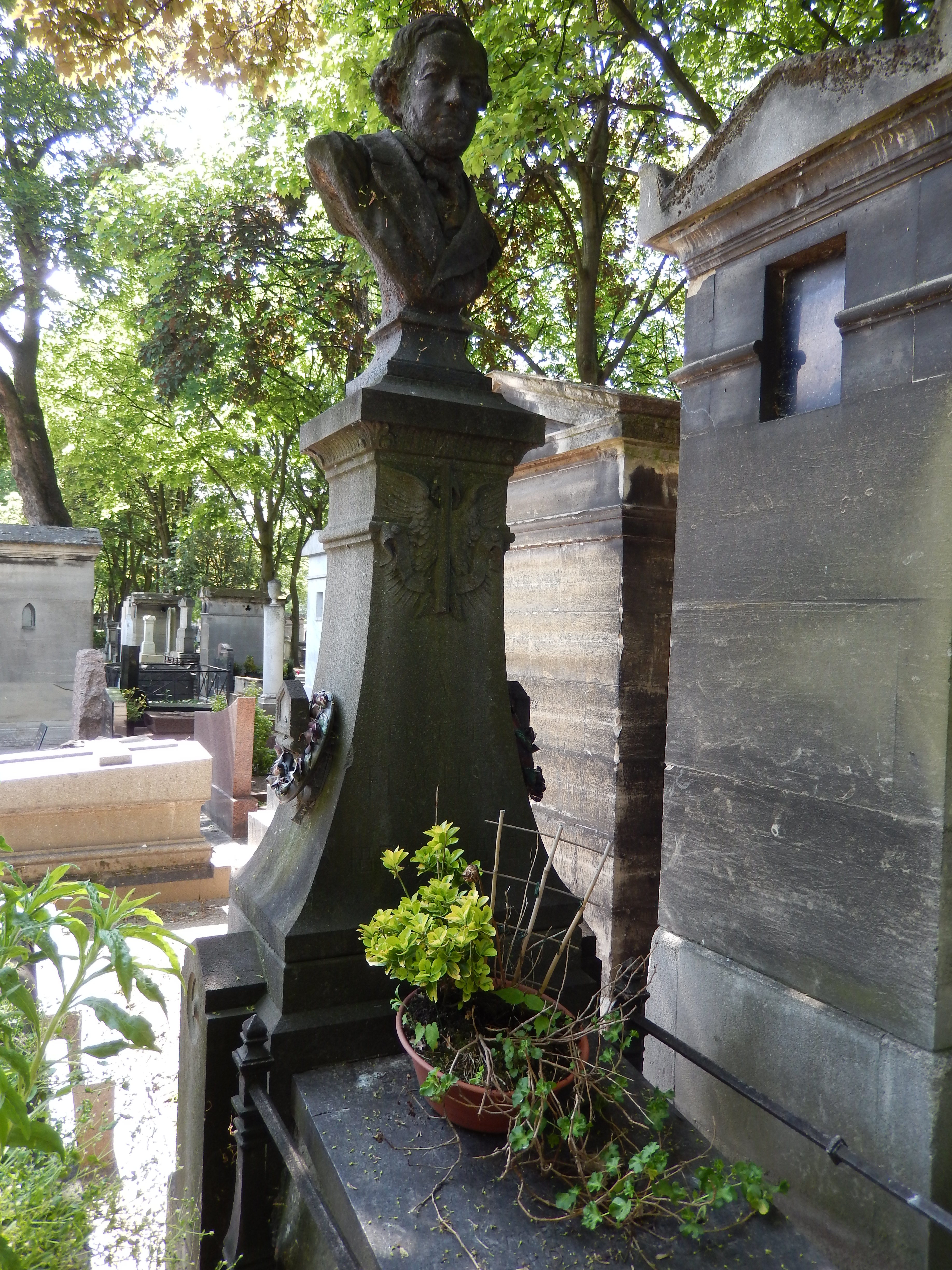
Tombe d'Eugène Flachat (cimetière de Montmartre, division 29).

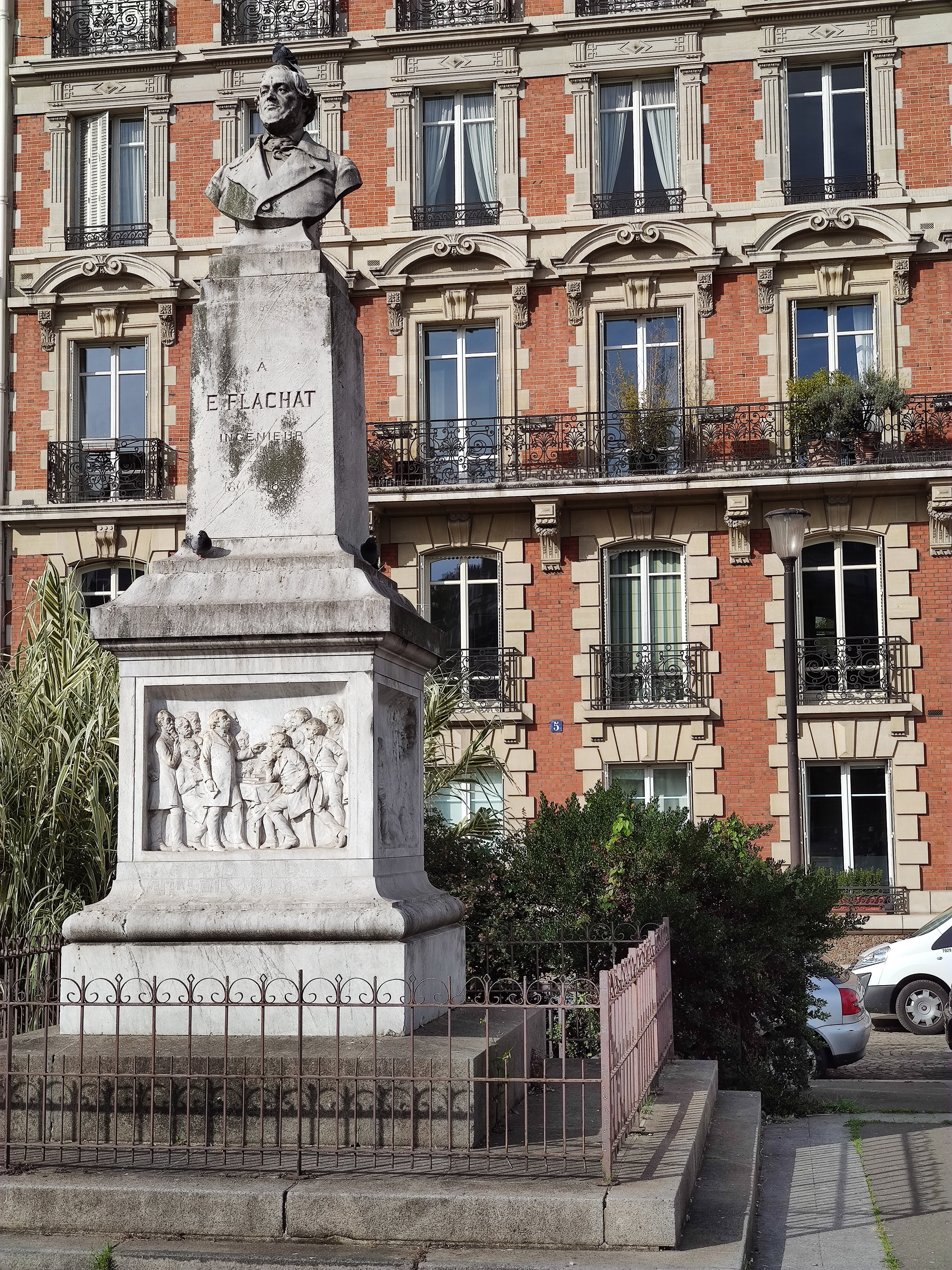
Buste d'Eugène Flachat par Alfred Boucher (1897), place Loulou-Gasté à Paris.

Il meurt le 16 juin 1873 à Arcachon.

## Principales réalisations
- 1836 - Étude du tracé de la ligne de chemin de fer avec trafic voyageurs Paris-Le Pecq avec Lamé, Clapeyron et Mony.
- 1837 - Pont-rail d'Asnières. À la faveur des journées de 1848, les mariniers l'incendièrent : le train les concurrençait. L'ingénieur Eugène Flachat, impuissant, vit s'écrouler son œuvre.
- 1840-1842 - Étude du tracé de la ligne de chemin de fer Paris - Versailles.
- 1841-1842 - Premier pont de Suresnes avec l'aide de Jules Petiet.
- 184? - Installation d'une machine à vapeur de 100 cv aux aciéries de Saint-Chamond.
- 1846 - Plan des locomotives atmosphériques construites par les ateliers Hallette d'Arras pour la ligne du Vésinet à Saint-Germain.
- 1846 - Construction par les ateliers des Batignolles dirigés par Eugène Flachat d'une locomotive à 3 essieux accouplés dénommée « l'Hercule » pour le service des travaux du chemin de fer atmosphérique de Saint-Germain.
- 1849 - Modification par Eugène Flachat des petites machines de Bury type 110 en machines-tenders avec essieu porteur à l'arrière.
- 1849 - Eugène Flachat fit construire une locomotive « l'Antée » à 3 essieux accouplés avec un essieu porteur à l'arrière pour la ligne Le Pecq - Saint-Germain.
- 1851 - Conception de l'agrandissement de la gare de Paris Ouest - Rive droite, future gare Saint-Lazare, avec Alfred Armand comme architecte.
- 1852 - Reconstruction du pont-rail d'Asnières (Ernest Goüin et Cie). Réutilisant les fondations initiales, Eugène Flachat se lance dans la construction d'un pont géant, un pont pionnier de 160 mètres de portée.
- 185 - Halle de la gare de Paris-Saint-Lazare
- 1848-1852 - Conception de la gare de Paris Ouest - Rive gauche, future gare Montparnasse, avec  Victor Lenoir comme architecte.
- 1854 - Construction par les ateliers des Batignolles des locomotives-tenders de type 120 pour la ligne d'Auteuil.
- 1854-1855 - Pont-rail de Langon comme ingénieur conseil, assisté d'Henri de Dion, un des premiers ponts en tôle en fer puddlé.
- 1857-1858 - Restauration de la cathédrale de Bayeux, avec Henri de Dion.

## Publications
- Gabriel Lamé, Benoît Clapeyron, Stéphane Flachat et Eugène Flachat, Vues politiques et pratiques sur les travaux publics en France, Paris, Éverat, 1832, 1re éd., 335 p. (lire en ligne)
- Eugène Flachat, Chemin de fer de Paris à Meaux : Note explicative des pièces et plans supplémentaires produits par MM. Mony, Flachat et Pétiet,... à la commission d'enquête du département de la Seine, et comparaison sommaire de leur projet avec celui de M. Baude,..., J. Didot l'aîné, 1839 (présentation en ligne)
- Eugène Flachat et Jules Petiet, Projet de chemin de fer de Metz a Sarrebruck : présenté par une Societé de Negocians de Banquiers ..., Mathias, 1839, 143 p. (présentation en ligne)
- Eugène Flachat, Projet d'un chemin de fer de Sedan à la frontière de Belgique : présenté par MM. Monchy et Cie, Paris, Mathias, 1839
- Eugène Flachat et Jules Petiet, Guide du mécanicien conducteur de machines locomotives : contenant des notions théoriques et pratiques sur la construction, l'entretien et la conduite des machines locomotives, Paris, Mathias, 1840, 364 p. (lire en ligne)
- Stéphane Mony, Eugène Flachat, Jules Petiet et Félix Tourneux, Chemin de fer de Paris à Meaux, étude du tracé direct, 1841, Mathias.
- Eugène Flachat, Considération sur l'utilité de comprendre le prolongement de Metz à Sarrebrück dans le tracé général du chemin de fer de l'Est, 1844, mme de Lacombe.
- Eugène Flachat (avec A. Barrault, J. Petiet), Traité de la fabrication de la fonte et du fer, 1846.
- Louis Le Chatelier, Eugène Flachat, Jules Petiet et Camille Polonceau, Guide du mécanicien-constructeur et conducteur de machines locomotives, 1851, Paul Dupont.
- Eugène Flachat, La Batellerie et le Chemin de fer, 1855.
- Eugène Flachat, La Traversée des Alpes par Chemin de fer, 1860. (Lire en ligne)
- Eugène Flachat, Rapport sur le canal du Rhône au Rhin, 1865,
- Eugène Flachat, Mémoire sur les travaux de l'isthme de Suez, 1865,
- Eugène Flachat, Navigation à vapeur transocéanienne, 1866,
- Léon Malo, Notice sur Eugène Flachat, 1873, Société des Ingénieurs Civils.
- Henri Mathieu, Eugène Flachat 1851-1853 (travaux exécutés par E. Flachat au chemin de fer de Paris à Saint-Germain de 1851 à 1855), 1873, chez l'auteur.
- Guide du mécanicien constructeur et conducteur de machines locomotives (LECHATELIER, FLACHAT, PETIET et POLONCEAU)
- Auguste Perdonnet (dir.), Camille Polonceau et Eugène Flachat, Nouveau portefeuille de l'ingénieur des chemins de fer, Paris, Eugène Lacroix, 1866 (1re éd. 1843), 592 p. (lire en ligne)

## Hommages
Son nom est inscrit sur la tour Eiffel.
Une rue portant son nom relie dans le 17e arrondissement de Paris les boulevards Berthier et Pereire. Sur la place Loulou-Gasté, à l'intersection des rues Verniquet, Alfred-Roll et du boulevard Pereire, figure un buste de l'ingénieur.
À Asnières-sur-Seine, une avenue porte son nom. Par extension, le quartier et la plus proche école ainsi que la médiathèque ont pris son nom.
À Saint-Germain-en-Laye, une rue du quartier Pereire porte son nom.